# Schachnerite
La schachnerite è un minerale scoperto nel 1971 nella miniera di Landsberg, nel Verbandsgemeinde Alsenz-Obermoschel, in Germania. Il minerale è stato dedicato al mineralogista tedesco Doris Schachner.
La schachnerite è stata sintetizzata riscaldando per 24 ore a 150 °C in un tubo chiuso dei fili di argento (40,1%) con mercurio.

## Morfologia
La schachnerite è stata trovata in cristalli fino ad un centimetro, anche se la maggior parte sono più piccoli, sempre geminati in maniera complessa secondo il piano (110).

## Origine e giacitura
La schachnerite è stata scoperta nella zona di ossidazione di una vecchia di miniera di mercurio. Si è formata per alterazione lungo i bordi e le fratture della moschellandsbergite. Si trova associata con argento nativo ricco di mercurio che va a sostituirla, limonite e, in minore quantità, ankerite, argentite e cinabro. In pratica inizialmente si forma la moschellandsbergite che si trasforma in schachnerite e paraschachnerite che a loro volta si trasformano in argento nativo ricco di mercurio (amalgama) anche se non è chiaro se la paraschachnerite derivi dalla schachnerite.